# Tongaskulon
Tongaskulon is een bestuurslaag in het regentschap Probolinggo van de provincie Oost-Java, Indonesië. Tongaskulon telt 4920 inwoners (volkstelling 2010).